# Coupe Memorial 1936
Navigation
Édition précédente Édition suivante
La finale de l'édition 1936 de la Coupe Memorial est présentée au Maple Leaf Gardens de Toronto en Ontario. Le tournoi est disputé dans une série au meilleur de trois rencontres entre le vainqueur du trophée George T. Richardson, remis à l'équipe championne de l'est du Canada et le vainqueur de la Coupe Abbott remis au champion de l'ouest du pays.

## Équipes participantes
- Les Nationals de Western Toronto de l'Association de hockey du nord de l'Ontario, en tant que vainqueurs du trophée George T. Richardson.
- Les Wesleys de Saskatoon de la Ligue de hockey junior du nord de la Saskatchewan en tant que vainqueurs de la Coupe Abbott.

### Résultats
| Match | Vainqueur                    | Résultat | Perdant              | Lieu                         |
| ----- | ---------------------------- | -------- | -------------------- | ---------------------------- |
| 1     | Nationals de Western Toronto | 5-1      | Wesleys de Saskatoon | Maple Leaf Gardens (Toronto) |
| 2     | Nationals de Western Toronto | 4-2      | Wesleys de Saskatoon | Maple Leaf Gardens           |

## Effectifs
Voici la liste des joueurs des Nationals de Western Toronto, équipe championne du tournoi 1936 :
- Entraîneur : Hap Day
- Joueurs : Bert Conacher, Roy Conacher, Bucky Crawford, D. Fritz, Carl Gamble, Ginger Hall, Red Heron, Bill Jennings, Bob Laurent, F. Murray, Peanut O'Flaherty, Ted Robertson, Gord Shill, Bill Thompson.